# Hemerocampa leucostigma
Hemerocampa leucostigma är en fjärilsart som beskrevs av John Abbot och Smith 1797. Hemerocampa leucostigma ingår i släktet Hemerocampa och familjen tofsspinnare. Inga underarter finns listade i Catalogue of Life.

## Bildgalleri

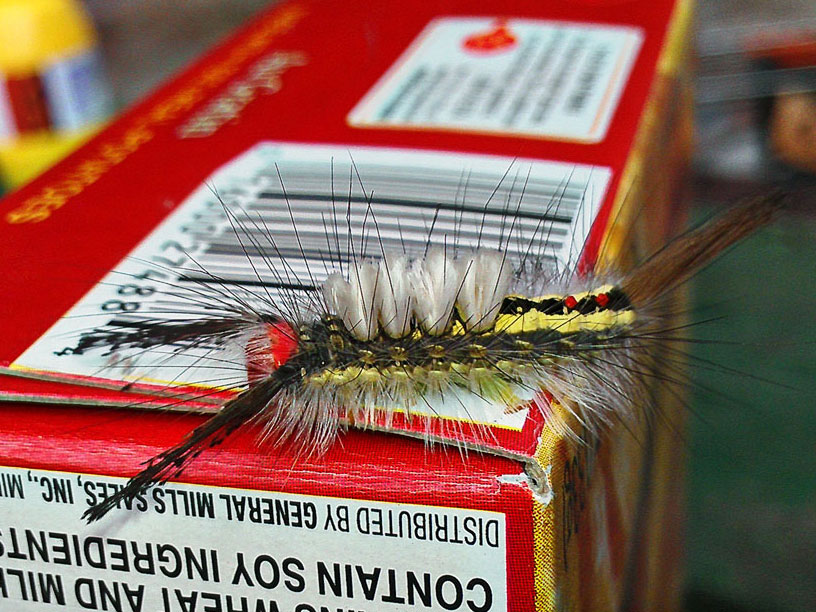